# Keiskinjärvi
Keiskinjärvi är en sjö i Finland. Den ligger i kommunen Karleby i landskapet Mellersta Österbotten, i den centrala delen av landet, 400 km norr om huvudstaden Helsingfors. Keiskinjärvi ligger 6,8 meter över havet. I omgivningarna runt Keiskinjärvi växer i huvudsak blandskog. Arean är 71,7 hektar och strandlinjen är 7,48 kilometer lång. Sjön  ingår i Bottenvikens kustområde. 